# Hundovo pravidlo
Hundovo pravidlo (pojmenováno podle německého fyzika Friedricha Hunda) je empirické pravidlo udávající, který spektroskopický term odpovídá základnímu stavu atomu s více elektrony.
Zahrnuje tři pravidla:
1. Pro danou elektronovou konfiguraci má nejnižší energii člen s nejvyšší multiplicitou, tedy i s maximální velikostí celkového spinu.
2. Při dané multiplicitě má nejnižší energii konfigurace s maximální velikostí orbitálního momentu hybnosti, tedy s maximální hodnotou orbitálního kvantového čísla.
3. Má-li atom valenční slupku zaplněnou méně jak z půlky, nabývá v základním stavu hodnota celkového momentu hybnosti {\displaystyle \scriptstyle \mathbf {J} =\mathbf {L} +\mathbf {S} } minimální hodnoty. Je-li valenční slupka zaplněna více než z půlky, nabývá hodnoty maximální.

V chemii má velký význam především první pravidlo, proto se někdy zbylá dvě neuvádějí. Z pravidla plyne, že (v aproximaci nezávislých elektronů) elektrony tvořící atomový obal vytvářejí v orbitalech elektronové páry až po obsazení všech orbitalů elektrony se stejným spinem. To znamená, že napřed se orbital obsazuje elektrony se spinem orientovaným daným směrem a až po jeho zaplnění elektrony s opačným spinem.
V každém orbitalu daném magnetickým kvantovým číslem vznikají elektronové páry až po zaplnění každého orbitalu jedním elektronem. Všechny nespárované elektrony v daném orbitalu mají tedy stejný spin.
Důsledkem tohoto pravidla je, že elektrony nejprve zaplní po jednom orbitaly se stejným hlavním kvantovým číslem n, vedlejším kvantovým číslem l a spinovým kvantovým číslem s, ale různým magnetickým kvantovým číslem m. Teprve potom se tyto orbitaly zaplní i elektrony s druhým spinem.

## Původ Hundova pravidla
| Magnetické kvantové číslo | −1 | 0 | +1 |
| ------------------------- | -- | - | -- |
| Osazení elektrony         | ↑  | ↑ | ↑  |

Hundovo pravidlo vychází z předpokladu, že ze všech interakcí v atomu či molekule, mimo příspěvku jádro-elektron, má největší velikost odpudivá interakce mezi jednotlivými elektrony (první pravidlo) a následně spinorbitální interakce (zbylá dvě pravidla). Rovněž se předpokládá platnost tzv. LS-vazby, tedy že řešení lze dobře popsat bez započtení relativistických jevů a že spin a orbitální moment hybnosti jsou souměřitelné veličiny.
Původ prvního pravidla lze ukázat na příkladu tripletu (multiplicita 3) a singletu (multiplicita 1). Protože elektrony jsou fermiony, platí Pauliho princip a celková vlnová funkce molekuly musí být antisymetrická vůči prohození dvou elektronů. Spinová a prostorová část jsou oddělené. Jelikož spinová část vlnové funkce je v singletu antisymetrická, její prostorová část musí být symetrická. U tripletu je tomu naopak. Pokud je ale prostorová část vlnové funkce antisymetrická, znamená to, že pravděpodobnost nalezení elektronů ve středu symetrie je z definice velmi malá. To znamená, že stavy, kde jsou odpuzující se elektrony blízko sebe jsou potlačeny a triplet (s antisymetrickou prostorovou částí) má nižší celkovou energii než singlet. Pomocí Youngových schémat a teorie grup se dá ukázat, že stavy s vyšší multiplicitou mají v jistém smyslu ještě antisymetričtější prostorovou část, což pravidlo dále zobecní.
Druhé pravidlo lze jednak částečně připsat tomu, že se zvyšujícím se {\displaystyle L} rostou rozestupy mezi elektrony a tedy i příspěvek jejich odpudivého působení, jednak příspěvku spinorbitální interakce.
Protože však použité řešení nezahrnuje další možné interakce a relativistické jevy, je Hundovo pravidlo spíš dobře odůvodněným empirickým pravidlem než exaktním zákonem.